# Masters of the Sun Vol. 1
 (septembre 2021).
 (novembre 2018).
Si vous disposez d'ouvrages ou d'articles de référence ou si vous connaissez des sites web de qualité traitant du thème abordé ici, merci de compléter l'article en donnant les références utiles à sa vérifiabilité et en les liant à la section « Notes et références ».
Albums de The Black Eyed Peas
The Beginning
(2010) Translation
(2020)
Singles
1. Ring the Alarm
Sortie : 18 mai 2018
2. Constant
Sortie : 30 août 2018
3. Big Love
Sortie : 12 septembre 2018

Masters of the Sun Vol.1 est le septième album studio du groupe américain The Black Eyed Peas.

## Présentation
Album politique vaguement inspiré du roman graphique du même nom et du climat social contemporain des États-Unis, il se démarque des albums de danse électronique et d'influence pop des Black Eyed Peas, The E.N.D. et The Beginning, qui marque un retour au style hip-hop et boom bap du groupe au début de sa carrière. L'album était le premier en huit ans et le premier en trio depuis Bridging the Gap en 2000.
Fergie, membre depuis 2003, a quitté le groupe début 2018 et ne figure pas sur l'album. A cette occasion, c'est Jessica Reynoso (finaliste de The Voice Philippines) qui assure les chœurs féminins, notamment ceux de Big Love; et c'est le premier album depuis Bridging the Gap, où le groupe se nomme simplement Black Eyed Peas.
Précédé de nombreux singles et vidéos, Masters of the Sun Vol. 1 a été publié le 26 octobre 2018 par Interscope Records.

## Élaboration
La détérioration du climat politique et social aux États-Unis vers la fin de la présidence d'Obama a suscité l'inquiétude du groupe.
Les décès dus à l'application de la loi et les troubles à Ferguson, dans le Missouri, ont incité le groupe à écrire Ring the Alarm en 2014.
En août 2016, le groupe a publié un remake de Where is the Love?, Avec des paroles mises à jour et de nombreux artistes vedettes, abordant des sujets tels que le mouvement Black Lives Matter, la violence armée aux États-Unis, la guerre civile syrienne et la crise des réfugiés. et le terrorisme en Europe. Le groupe avait alors qualifié le remake « d’appel au calme » demandant « de mettre fin à la haine et à la violence qui ont coûté la vie à de nombreuses vies »[réf. nécessaire].
En 2017, les Black Eyed Peas ont collaboré avec Marvel Comics pour publier Masters of the Sun, un roman graphique de super-héros de science-fiction faisant référence aux questions sociales et à la culture de la rue à Los Angeles. L'adaptation du roman aux appareils de réalité augmentée comportait une bande originale de jazz et de soul composée par Hans Zimmer, inspirant ainsi l'ambiance du prochain album de Black Eyed Peas. Ce qui n'a pas plu au label Interscope, qui aurait préféré garder le son pop (pop-centric sound) des albums THE E.N.D. et The Beginning.
Masters of the Sun Vol.1 est un album politique qui aborde des questions sociales telles que la violence armée, la brutalité policière, les relations interraciales et les effets des réseaux sociaux. Will.i.am allégorise les thèmes lyriques de l'album dans un GPS, sentant que le « monde veut une direction ». Le groupe s'en tient à une philosophie générale « d'art, d'intelligence et de cœur »[réf. souhaitée] pendant le processus de création, visant à décrire leur carrière philanthropique à travers leur musique, contrairement à leurs précédents albums axés sur la production. Ils cherchent également à éviter de réécrire les mêmes vers pour améliorer le sens de leur dénonciation.

## Composition
Musicalement, cet album est un retour aux styles hip-hop et boom bap du groupe issus des albums Behind the Front et de Bridging the Gap, leurs deux premiers albums sortis respectivement en 1998 et 2000.
Les Black Eyed Peas se sont également inspirés d’Atban Klann, un groupe de hip-hop du début des années 1990 qui a impliqué will.i.am et apl.de.ap, alors adolescents et ainsi le groupe a souvent imaginé ce que leurs adolescents auraient écrit sur le monde d'aujourd'hui.
Big Love est une chanson pop-rap dont le principe est de « rappeler au monde l'importance de l'amour »[réf. souhaitée], en faisant des comparaisons avec Where is the Love? de l'album de 2003 Elephunk des Black Eyed Peas. La chanson est basée sur une simple progression de piano et un motif de batterie rocailleux, avec des paroles faisant référence à la corruption du gouvernement, à la toxicomanie et au contrôle des armes à feu dans le cadre d'une « journée dans la vie d'un enfant en Amérique », soit la phrase d'ouverture de la chanson.

## Promotion
Avant l’annonce et la sortie de Masters of the Sun Vol. 1, les Black Eyed Peas ont publié de nombreux singles en 2018 à partir des sessions d’enregistrement de l’album : Street Livin'  le 9 janvier, Ring the Alarm du 18 mai, Get It du 10 juillet. et Constant le 30 août, accompagnés chacun de vidéoclips, dont les trois premiers ont une charge politique.
Ces trois titres figurent sur la version deluxe japonaise de l'album sauf que Constant y est décliné en une partie 2.
Parallèlement à la sortie de Ring the Alarm, le site Web du groupe a été mis à jour avec des fonctionnalités interactives permettant aux utilisateurs de gagner des jetons numériques pour des interactions positives avec le groupe sur les réseaux sociaux, pouvant être échangés contre du contenu exclusif, et rencontrer et saluer le groupe.
Masters of the Sun Vol.1 a été annoncé par un communiqué de presse publié par The Black Eyed Peas et Interscope Records le 12 septembre 2018, et en simultané est sorti le single Big love. Son clip vidéo en deux parties sensibilisant les mouvements de contrôle des armes à feu et anti-séparation aux États-Unis a été publié le 21 septembre et les bénéfices des ventes du single ont été reversés au groupe militant pour le contrôle des armes à feu March for Our Lives et le groupe d'activistes anti-séparation, Families Belong Together.
L'album et finalement sorti chez Interscope le 26 octobre 2018 après avoir été retardé quinze jours après la date de sortie prévue pour le 12 octobre. Les précommandes pour l'album ont débuté le 19 octobre.
Le groupe est apparu comme l'un des deux numéros de divertissement d'avant-match lors de la grande finale de l'AFL 2018 (ligue de football australien), aux côtés du musicien de rock australien Jimmy Barnes, interprétant Big Love, ainsi qu'un certain nombre de leurs succès précédents avec la finaliste de The Voice Philippines Jessica Reynoso.
Le groupe s'est lancé dans le Masters of the Sun Tour pour promouvoir l'album. Il a présenté quatorze spectacles en Europe en octobre et novembre 2018.

## Polémique
Le musicien électronique britannique Lone, avec son label R&S, a publiquement accusé The Black Eyed Peas d'avoir samplé illégalement son titre Airglow Fires de 2013 pour le cinquième titre de Masters of the Sun, Constant. R&S a allégué que ni le groupe, ni Interscope Records ne les avaient contactés, ni Warp Publishing pour obtenir l'autorisation.
Les Black Eyed Peas et will.i.am avaient déjà été mêlés à des controverses juridiques similaires au sujet de Party All the Time de The E.N.D. et Let's Go de #willpower.

## Réception par les médias
Glenn Gamboa de Newsday a qualifié l’album de « retour bienvenu » pour le groupe, affirmant que le groupe avait repris l’avantage que le groupe avait autrefois sur la chanson Yes or No, et a distingué les paroles socialement conscientes de Ring the Alarm, les influences du jazz sur Vibration et la performance de Nicole Scherzinger sur Wings en tant que points positifs.

## Pistes de l'album
| Masters of the Sun Vol. 1 | Masters of the Sun Vol. 1                                                      | Masters of the Sun Vol. 1                                                                           | Masters of the Sun Vol. 1                                        | Masters of the Sun Vol. 1 | Masters of the Sun Vol. 1 | Masters of the Sun Vol. 1 | Masters of the Sun Vol. 1 | Masters of the Sun Vol. 1 | Masters of the Sun Vol. 1 |
| No                        | Titre                                                                          | Musique                                                                                             | Producteur(s)                                                    | Durée                     |                           |                           |                           |                           |                           |
| ------------------------- | ------------------------------------------------------------------------------ | --------------------------------------------------------------------------------------------------- | ---------------------------------------------------------------- | ------------------------- | ------------------------- | ------------------------- | ------------------------- | ------------------------- | ------------------------- |
| 1.                        | Back 2 Hiphop (featuring Nas)                                                  | William Adams, Allan Pineda, Jaime Gomez, Michael McHenry, Joshua Alvarez                           | - will.i.am - Paperboy                                           | 5:18                      |                           |                           |                           |                           |                           |
| 2.                        | Yes or No                                                                      | Adams, Pineda, Gomez                                                                                | - will.i.am - U-N-I                                              | 5:04                      |                           |                           |                           |                           |                           |
| 3.                        | Get Ready                                                                      | Adams, Pineda, Gomez, Lauren Evans                                                                  | - will.i.am - High P                                             | 4:10                      |                           |                           |                           |                           |                           |
| 4.                        | 4ever (featuring Esthero)                                                      | Adams, Pineda, Gomez, Alvarez                                                                       | - will.i.am                                                      | 3:48                      |                           |                           |                           |                           |                           |
| 5.                        | Constant pt.1 pt.2 (featuring Slick Rick et Jessica Reynoso)                   | Pineda, Gomez, Evans, Damien LeRoy, Jean Baptiste, Keith Harris, David Quinones, U-N-I              | - will.i.am                                                      | 5:03                      |                           |                           |                           |                           |                           |
| 6.                        | Dopeness (featuring CL)                                                        | Adams, Pineda, Gomez, Alvarez                                                                       | - will.i.am                                                      | 4:38                      |                           |                           |                           |                           |                           |
| 7.                        | All Around the World (featuring Phife Dawg, Ali Shaheed Muhammad, et Posdnuos) | Adams, Pineda, Gomez, Alvarez, Harris, Posdnuos, Phife Dawg, Karlina Covington                      | - will.i.am - Joshua Alvarez - David Luke - Ali Shaheed Muhammad | 5:01                      |                           |                           |                           |                           |                           |
| 8.                        | New Wave                                                                       | Adams, Pineda, Gomez, Harris, Ammo                                                                  | - will.i.am - Keith Harris - Ammo                                | 4:54                      |                           |                           |                           |                           |                           |
| 9.                        | Vibrations pt.1 pt.2                                                           | Adams, Pineda, Gomez, Harris, Argaw Belay, Aaron Goldstein                                          | - will.i.am - Keith Harris - Ammo                                | 4:21                      |                           |                           |                           |                           |                           |
| 10.                       | Wings (featuring Nicole Scherzinger)                                           | Adams, Pineda, Gomez                                                                                | - will.i.am - Keith Harris - Ammo                                | 5:17                      |                           |                           |                           |                           |                           |
| 11.                       | Ring the Alarm pt.1 pt.2 pt.3                                                  | Adams, Pineda, Gomez, Baptiste, Dorothy Kuhns, DuBose Heyward, George Gershwin, Lee Morgan, Ray BLK | - will.i.am - Double X - U-N-I                                   | 5:58                      |                           |                           |                           |                           |                           |
| 12.                       | Big Love                                                                       | Adams, Pineda, Gomez, Mooky, Aeon Manahan, Anders Grahn, Benjamin Mor, James Flannigan              | - will.i.am                                                      | 4:35                      |                           |                           |                           |                           |                           |
| 58:16                     |                                                                                | |                                                                  |                           |                           |                           |                           |                           |                           |

| 13. | Street Livin'                     | Adams, Pineda, Gomez, Alvarez                                                          | - will.i.am - Keith Harris        |  |
| 14. | Get It                            | Adams, Pineda                                                                          | - will.i.am - Keith Harris        |  |
| 15. | Constant pt. 2 (extended version) | Pineda, Gomez, Evans, Damien LeRoy, Jean Baptiste, Keith Harris, David Quinones, U-N-I | - will.i.am - Keith Harris - Ammo |  |